# Majstrowa Wola
Majstrowa Wola (ukr. Майстрова Воля) – wieś na Ukrainie, w obwodzie żytomierskim, w rejonie nowogrodzkim. W 2001 roku liczyła 585 mieszkańców.